# Desiderius van Langres
Desiderius van Langres, ook Didier of Dizier genoemd, (mogelijke sterfdatum 407) was bisschop van Langres en heilige.

## Leven
Mogelijk was Desiderius afkomstig uit de streek van Genua. Hij werd de derde bisschop van Langres en trachtte zijn stad te behoeden voor invallende Germaanse stammen (Vandalen of Alemannen naargelang de bron). Hij werd daarbij onthoofd.

## Verering
Desiderius is de patroonheilige van Saint-Dizier (Marne) en Castelnovo (Italië). In de iconografie wordt hij afgebeeld met zijn afgehouwen hoofd in de hand. Zijn feestdag in de Katholieke kerk is op 23 mei (samen met de heilige Desiderius van Vienne) en op 27 oktober in het bisdom Dijon.